# Thomasomys niveipes
Thomasomys niveipes és una espècie de mamífer rosegador de la família dels cricètids. És endèmic del centre de Colòmbia, on viu a altituds d'entre 2.550 i 3.500 msnm. Es tracta d'un animal terrestre que s'alimenta de les parts verdes de les plantes. El seu hàbitat natural són els páramos. Està amenaçat per la desforestació provocada per la pertorbació del seu medi.